# Municipio de Park (Kansas)
El municipio de Park (en inglés: Park Township) es un municipio ubicado en el condado de Sedgwick en el estado estadounidense de Kansas. En el año 2010 tenía una población de 4615 habitantes y una densidad poblacional de 62,58 personas por km².

## Geografía
El municipio de Park se encuentra ubicado en las coordenadas 37°47′4″N 97°25′46″O / 37.78444, -97.42944. Según la Oficina del Censo de los Estados Unidos, el municipio tiene una superficie total de 73.75 km², de la cual 70.91 km² corresponden a tierra firme y (3.86%) 2.84 km² es agua.

## Demografía
Según el censo de 2010, había 4615 personas residiendo en el municipio de Park. La densidad de población era de 62,58 hab./km². De los 4615 habitantes, el municipio de Park estaba compuesto por el 91.46% blancos, el 1.43% eran afroamericanos, el 1.02% eran amerindios, el 0.76% eran asiáticos, el 0.09% eran isleños del Pacífico, el 1.54% eran de otras razas y el 3.71% pertenecían a dos o más razas. Del total de la población el 7.24% eran hispanos o latinos de cualquier raza.